# Comuna Trpinja, Vukovar-Srijem
Trpinja (sârbă Трпиња) este o comună în cantonul Vukovar-Srijem, Croația, având o populație de 5.572 de locuitori (2011). Este amplasată relativ aproape de malul Dunării, lângă granița cu Serbia.

## Demografie
Componența etnică a comunei Trpinja
     Sârbi (89,75%)
     Croați (7,34%)
     Necunoscut (1,02%)
     Neclasificat (1,7%)
Componența confesională a comunei Trpinja
     Ortodocși (89,86%)
     Catolici (7,43%)
     Necunoscută (1,35%)
     Alte religii (1,35%)
Conform recensământului din 2011, comuna Trpinja avea 5.572 de locuitori. Din punct de vedere etnic, majoritatea locuitorilor (89,75%) erau sârbi, cu o minoritate de croați (7,34%). Apartenența etnică nu este cunoscută în cazul a 1,02% din locuitori. Din punct de vedere confesional, majoritatea locuitorilor (89,86%) erau ortodocși, cu o minoritate de catolici (7,43%). Pentru 1,35% din locuitori nu este cunoscută apartenența confesională.